# Egon Schweidler

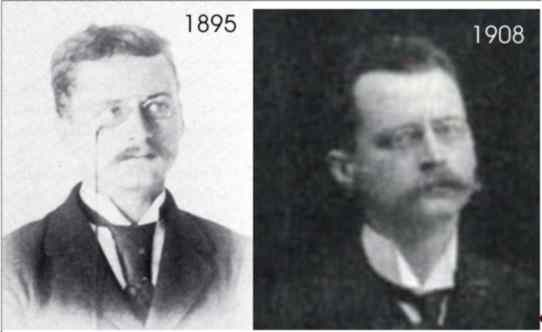
Egon von Schweidler 1895 a 1908

Egon Schweidler (10. února 1873 – 10. února 1948) byl rakouský fyzik.

## Život
Narodil se v roce 1873 jako syn soudce a Emila von Schweidlera ve Vídni. Po studiu fyziky a matematiky, získal doktorát za disertační práci na téma vnitřního tření rtuti a některých amalgámů (1895). Byl asistent Franze Exnera.

### Kariéra
V roce 1899 odešel na Vídeňskou univerzitu. Roku 1911 byl jmenován mimořádným profesorem. Od roku 1911 do roku 1926, byl vedoucím Katedry experimentální fyziky na univerzitě v Innsbrucku, kde byl v roce 1924 děkanem a v letech 1925 a 1926 rektorem. V roce 1926 se vrátil na institut fyziky na Vídeňské univerzitě. Rovněž zastával post tajemníka (1929-1933), generálního tajemníka (1933-1938) a viceprezidenta (1939-1945) Rakouské akademie věd. V roce 1933 byl zvolen předsedou Německé fyzikální společnosti.

## Odkaz
Z historického pohledu se jeho hlavní práce týkala atmosférické elektřiny. Již v roce 1907 získal za svou práci Baumgartnerovu cenu od Vídeňské akademie věd za studium anomálií v chování dielektrik. Se Stefanem Meyerem poukázal v roce 1899 mimo jiné na statistickou povahu radioaktivního rozpadu nebo magnetického vychýlení beta záření jako rychle se pohybujících elektronů. Jím předpovězené změny ionizačního záření tvořily zakončení velkého množství teoretických a experimentálních výzkumů.

## Publikace
- Die atmosphärische Elektrizität, 1903 (mit H. Mach)
  - TR: The atmospheric electricity, 1903 (with H. Mach)
- Über Schwankungen der radioaktiven Umwandlung, Comptes Rendus du Premier Congres International pour L’etude de la Radiologie et de Ionisation, Liege, 12.-14.
  - TR: About fluctuations of the radioactive transformation, Comptes Rendus Prime du Congres International pour la de L'etude et de Radiologie ionization, Liege, 12.-14. September 1905 September 1905
- Standardwerk über Radioaktivität, (mit S. Meyer), 1916 (2. Auflage 1927)
  - TR:Standard work on radioactivity, (with S. Meyer), 1916 (2nd edition 1927)